# Patrick Roberts
Patrick John Joseph Roberts (Kingston upon Thames, 1997. február 5. –) angol labdarúgó, aki jelenleg a Manchester Cityben játszik, kölcsönben a Gironánál szerepel. Jobb szélsőként és csatárként is bevethető.

## Pályafutása
A Fulham akadémiáján kezdte a labdarúgást, majd 2014-ben csatlakozott a felnőtt kerethez, miután februárban aláírta élete első profi szerződését a klubbal 2016 nyaráig.
2014. március 15-én a Newcastle United ellen a kispadra nevezte Felix Magath. Egy héttel később a Manchester City ellen debütált a Premier Leaugeben az 55. percben csereként lépett pályára Alexander Kačaniklić helyére.

## Válogatott
2012 és 2013 között az Angol U16-os labdarúgó-válogatott tagja volt. Összesen 7 mérkőzésen szerepelt a válogatottban ez időszakban és egy gólt szerzett. Az Angol U17-es labdarúgó-válogatott tagjaként részt vett a 2014-es U17-es labdarúgó-Európa-bajnokságon, amelyet Máltán rendeztek meg. A csoportmérkőzésen a Máltai U17-es labdarúgó-válogatott ellen 3-0-ra megnyert mérkőzésen duplázott. Végül megnyerték az U17-es labdarúgó-Európa-bajnokságot.

## Statisztika
2016. december 26. szerint.
| Klub             | Szezon           | Bajnokság            | Bajnokság | Bajnokság | Kupa  | Kupa | Ligakupa | Ligakupa | Nemzetközi | Nemzetközi | Összesen | Összesen |
| Klub             | Szezon           | Bajnokság            | Mérk.     | Gól       | Mérk. | Gól  | Mérk.    | Gól      | Mérk.      | Gól        | Mérk.    | Gól      |
| ---------------- | ---------------- | -------------------- | --------- | --------- | ----- | ---- | -------- | -------- | ---------- | ---------- | -------- | -------- |
| Fulham           | 2013–14          | Premier League       | 2         | 0         | 0     | 0    | 0        | 0        | —          | —          | 2        | 0        |
| Fulham           | 2014-15          | Championship         | 17        | 0         | 2     | 0    | 1        | 0        | —          | —          | 20       | 0        |
| Fulham           | Összesen         | Összesen             | 19        | 0         | 2     | 0    | 1        | 0        | —          | —          | 22       | 0        |
| Manchester City  | 2015–16          | Premier League       | 1         | 0         | 0     | 0    | 2        | 0        | 0          | 0          | 3        | 0        |
| Celtic           | 2015–16          | Scottish Premiership | 11        | 6         | 2     | 0    | —        | —        | —          | —          | 13       | 6        |
| Celtic           | 2016–17          | Scottish Premiership | 14        | 2         | 0     | 0    | 2        | 0        | 9          | 2          | 25       | 4        |
| Celtic           | Összesen         | Összesen             | 25        | 8         | 2     | 0    | 2        | 0        | 9          | 2          | 38       | 10       |
| Karrier összesen | Karrier összesen | Karrier összesen     | 44        | 8         | 4     | 0    | 5        | 0        | 9          | 2          | 62       | 10       |

## Sikerei, díjai
- Anglia U17
  - U17-es labdarúgó-Európa-bajnokság: 2014

## További Információk
- Fulham FC profil
- Transfermarkt profil